# Alex Rasmussen
Alex Nicki Sylvest Rasmussen (født 9. juni 1984 i Svendborg) er en dansk cykelrytter, der kører både baneløb og landevejsløb. Som landevejsrytter er Alex Rasmussen spurtstærk, og det var da også i en spurt, at han i 2007 kunne tage titlen som dansk mester som den første ikke-Team CSC-rytter i en årrække. Ligeledes har han vist sin hurtighed på prologer i mindre etapeløb. I Danmark så man det under Post Danmark Rundt 2006, hvor Alex Rasmussen blandede sig helt fremme blandt de hurtige sprintere, dog uden etapesejr.
Alex Rasmussen har markeret sig stærkt i flere banediscipliner, blandt andet i parløb, hvor han har kørt adskillige sejre hjem sammen med sin faste makker, Michael Mørkøv, herunder flere DM, EM for U/23 i 2005 samt seksdagesløbet i Grenoble 2007. Rasmussen har også haft andre gode baneresultater, og han vandt således tre DM-titler ved banemesterskaberne i 2007: Individuel forfølgelsesløb, holdforfølgelsesløb og pointløb. Derudover har han haft gode resultater i disciplinen scratch, hvor han allerede i 2003 vandt EM-bronze for U/23. Denne medalje blev året efter vekslet til guld, og i 2005 blev han verdensmester i scratch, en bedrift han gentog på hjemmebane i 2010. Endelig er han en del af det hold, der i 2007 vandt VM-bronze i holdforfølgelsesløb og i 2008 vandt VM- og OL-sølv. Til bane-VM i Polen i marts 2009 han med 4000 m-holdet et skridt videre og slog i finalen australierne og fik guld. Derudover vandt han også ved VM i Polen parløbsfinalen med Michael Mørkøv, og fik dermed sit tredje verdensmesterskab.
Det blev i midten af september 2011 offentliggjort, at Alex Rasmussen tre gange inden for 18 måneder havde forsømt at oplyse om sit opholdssted, mens dopingkontrollen var kommet forbi. Indtil sagen er afgjort, må han ikke konkurrere eller deltage i organiseret træning. Han blev efterfølgende fyret af sit hold, HTC-Highroad.

## Resultater

### 2010
Nr. 1
- Vuelta a Andalucia Ruta Ciclista Del Sol (4. etape)
- Grandprix Herning
- 4 Jours de Dunkerque (1. etape, 3. etape)

Nr. 2
- Danmarks mesterskab i enkeltstart

Nr. 3
- Vuelta a Andalucia Ruta Ciclista Del Sol (2. etape)
- Ster-Elektroer (3. etape)
- Bayern Rundfahrt (5. etape)

### 2009
Nr. 1
- Verdensmester – 4000 m holdforfølgelsesløb (med Jens-Erik Madsen, Casper Jørgensen, Michael Færk Christensen)
- Verdensmester – Parløb (med Michael Mørkøv)
- Københavns seksdagesløb (med Michael Mørkøv)
- M1 Grand Prix

Nr. 2
- Danmarks mesterskab i enkeltstart
- Sachsen Tour (2. etape)

Nr. 3
- Post Danmark Rundt (5. etape, Enkeltstart)

### 2008
Nr. 1
- Ronde de l'Ose (3. etape)
- Tour of Qinghai Lake (Samlet, Pointkonkurrencen, 1. etape, 2. etape, 4. etape, 10. etape)

Nr. 2
- Midt Data Løbet
- Danmarks mesterskab i holdtidskørsel (med Team Designa Køkken)
- Olympiske Lege, Holdforfølgesesløb (med Casper Jørgensen, Michael Mørkøv og Michael Færk Christensen)
- CK Århus Løbet (Enkeltstart)
- Hydro Løbet
- September Cup

Nr. 3
- Invita Løbet
- Rogaland Grandprix